# Nishabd
Nishabd è un film del 2007 diretto da Ram Gopal Varma.